# On ne badine pas avec l'amour
On ne badine pas avec l'amour è un cortometraggio del 1910, regia anonima.

## Trama
Il barone intende far sposare suo figlio Perdican alla nipote Camille, che ha appena lasciato il convento ma che purtroppo è devota a Dio. Perdican rifiutato da Camille è disperato ma non demorde ed escogita un sistema per farla innamorare di sé, seducendo Rosette, la sorella adottiva di Camille.